# Long Range Mountains
Le Long Range Mountains sono una catena montuosa che si estende per una lunghezza di circa 450 km sulla costa occidentale dell'isola di Terranova e, geologicamente parlando, formano la continuazione settentrionale degli Appalachi. Queste montagne si innalzano ripide e aspre dal mare, formando picchi e altipiani piatti e correndo in direzione est verso l'interno di Terranova.
Le Long Range Mountains si formarono nel precambriano, 570 milioni di anni fa, quando il supercontinente Rodinia si divise formando l'Oceano Giapeto. 
Questa catena montuosa è costituita dalle montagne Anguille, dalle colline Lewis e dai Tablelands, ovvero degli altipiani caratterizzati da un paesaggio brullo e desertico dal colore giallo ocra, che sono valsi al Parco nazionale Gros Morne l'iscrizione alla lista dei siti patrimonio UNESCO. 
Le quote più elevate della catena sono le montagne Cabox (814 metri) e Gros Morne (806 metri). L'altitudine media è di 670 metri.

## Cime più elevate

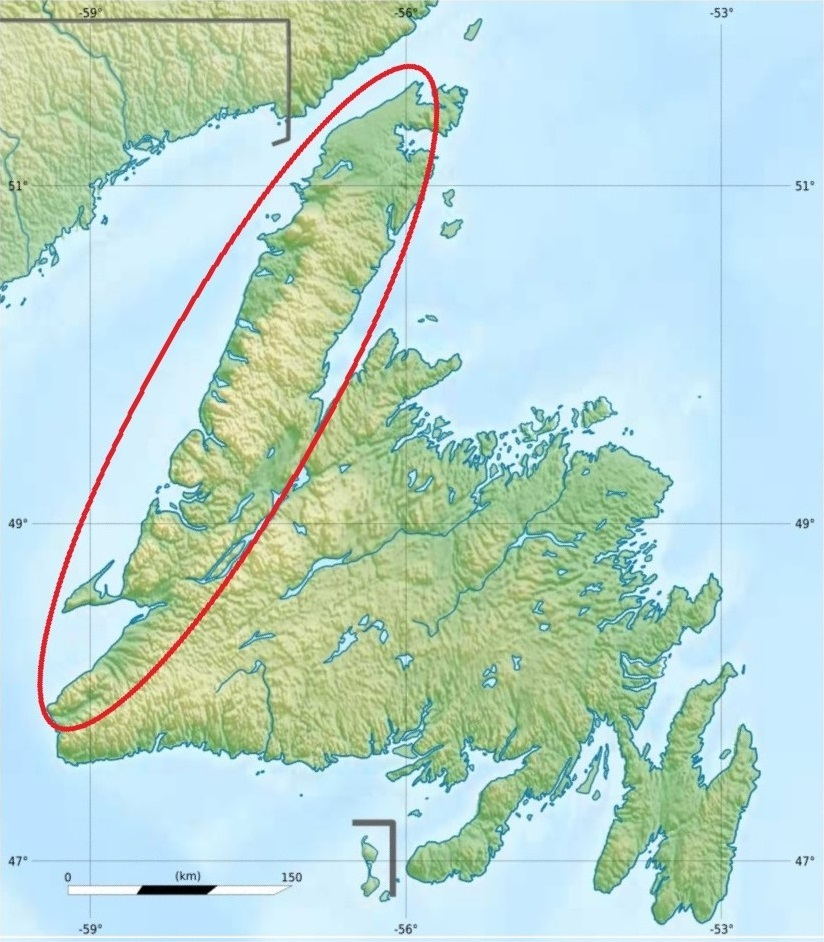
La posizione delle Long Range Mountains sull'isola di Terranova.

| Posizione | Nome                | Altitudine (m) |
| --------- | ------------------- | -------------- |
| 1°        | Cabox               | 814            |
| 2°        | Gros Morne          | 806            |
| 3°        | Blue Mountain       | 800            |
| 4°        | Big Level           | 795            |
| 5°        | Round Hill          | 763            |
| 6°        | Rocky Harbour Hill  | 756            |
| 7°        | Mount Saint Gregory | 686            |
| 8°        | Gros Paté           | 673            |
| 9°        | Big Hill            | 659            |
| 10°       | Old Crow            | 649            |